# Волчегорский, Илья Анатольевич
Илья Анатольевич Волчегорский (4 ноября 1958 года, Челябинск) — российский ученый, доктор медицинских наук, профессор. Заслуженный деятель науки Российской Федерации. Заведующий кафедрой фармакологии (с 2002), ректор (2016—2021) Южно-Уральского государственного медицинского университета.

## Биография
Родился 4 ноября 1958 года в Челябинске.
В 1982 году с отличием окончил лечебный факультет Челябинского государственного медицинского института. Затем обучался в аспирантуре на кафедре биохимии ЧГМИ. В 1985 году защитил кандидатскую, а в 1993 -  докторскую диссертацию на тему «Неспецифическая регуляция адаптивных процессов при термических ожогах и некоторых других экстремальных состояниях».
Весь профессиональный путь Ильи Анатольевича неразрывно связан с его альма-матер. Он работал на должностях старшего лаборанта (1985—1989), ассистента (1989— 1995), профессора кафедры биохимии (1995— 2001). В 2001—2002 гг. — профессор кафедры общей и биоорганической химии ЧелГМА. С 2002 года — зав. кафедрой фармакологии ЧелГМА (ЮУГМУ). С 2003 по 2005 год — декан педиатрического факультета ЧелГМА. С 2005 по 2016 год — проректор по учебной работе ЧелГМА (ЮУГМУ). С 2016 по 2021 год — ректор ЮУГМУ.

### Административная деятельность
За время работы И.А. Волчегорского в должности ректора (2016 – 2021 гг.) под его руководством было завершена организация симуляционно-акредитационного центра ЮУГМУ (2016 г., с 2022 года – Федеральный акредитационный центр) и лаборатории клеточных технологий с криобанком, на базе которых в клинике ЮУГМУ было сформировано отделение забора, криоконсервации и хранения гемопоэтических стволовых клеток и костного мозга. Это позволило осуществить первую в истории Челябинской области трансплантацию гемопоэтических стволовых клеток пациентам, страдающим онкогематологическими заболеваниями (2020 г.). Под руководством ректора И.А. Волчегорского в ЮУГМУ была создана экспериментально-биологическая клиника (виварий, соответствующий основным критериям GLP), что существенно расширило возможности для проведения фундаментальных медико-биологических исследований на современном методическом уровне (2018 г.). В 2020 г. под общим руководством И.А. Волчегорского на базе патологоанатомического отделения клиники ЮУГМУ был создан референс-центр патоморфологических, иммуно-гистохимических и молекулярно-генетических методов исследования.  
В период работы И.А. Волчегорского в должности ректора был завершен переход к практике единого заказчика целевого приема для обучения по программам высшего медицинского образования (2016 г., совместно с Министерством здравоохранения Челябинской области), был обновлен кадровый состав и проведена реорганизация приемной комиссии и управления организации и сопровождения закупочных процессов, а также осуществлен перевод сотрудников ЮУГМУ на эффективный контракт (2020 г.). В 2018 году ЮУГМУ успешно прошел процедуру государственной акредитации. В 2020 г. по инициативе ректора И.А. Волчегорского впервые в истории ЮУГМУ был начат прием на обучение студентов из стран дальнего зарубежья с преподаванием ряда дисциплин на английском языке.

### Научная деятельность
Илья Анатольевич Волчегорский является создателем оригинального направления — нейро-иммуно-эндокринные взаимодействия при стрессе и воспалительной патологии. Основные труды посвящены фундаментальным и прикладным аспектам иммуно-воспалительной и стрессорной реактивности организма, а также вопросам патохимии свободнорадикальных процессов
Основные научные работы профессора И.А. Волчегорского посвящены проблемам совершенствования комплексного лечения социально-значимых и наиболее распространенных заболеваний человека. Под его руководством выполнен приоритетный цикл сравнительных экспериментальных и клинико-фармакологических исследований эффективности оригинальных отечественных производных 3-оксипиридина и янтарной кислоты в коррекции общепатологических процессов (гипоксия, воспаление, оксидативный стресс) и лечении инфильтративного туберкулеза легких, нейропатических осложнений сахарного диабета, компрессионной радикулопатии, хронического генерализованного периодонтита, первичной открытоугольной глаукомы, рака молочной железы и обострений хронического эндометрита-сальпингоофорита. Полученные результаты доказательно обосновывают целесообразность широко использования отечественных препаратов из ряда производных 3-оксипиридина и янтарной кислоты (эмоксипина, реамберина и мексидола) в комплексной терапии вышеперечисленных заболеваний, что способствует не только улучшению их клинических исходов, но и коррекции коморбидных аффективных расстройств и улучшению качества жизни пациентов.
Важнейшим научным достижением И.А. Волчегорского является впервые продемонстрированное в клинике и научно обоснованное в эксперименте положение об антидепрессивном действии производных 3-оксипиридина и янтарной кислоты. В ходе приоритетных экспериментальных исследований этого ранее неизвестного аспекта фармакодинамики производных 3-оксипиридина и янтарной кислоты установлено, что их тимоаналептический потенциал связан с инсулинпотенцирующей и МАО-ингибирующей активностью соответствующих препаратов.
И.А. Волчегорский подготовил 14 докторов и 32 кандидата медицинских и биологических наук. Он является автором 296 научных работ, из них 191 статья (в журналах из перечня ВАК), 5 монографий, 8 авторских свидетельств и патентов, 14 учебно-методических пособий.

## Награды и звания
- Заслуженный деятель науки Российской Федерации (2008)
- Дипломом лауреата премии Губернатора Челябинской области (2018)
- Знак отличия «Отличник здравоохранения» (2019)
- Знак отличия «За заслуги перед Челябинской областью» (25 сентября 2019) — за значительный вклад в развитие здравоохранения Челябинской области, деятельность, направленную на улучшение качества жизни населения Челябинской области